# Ка Превитали (Бергамо)
Ка Превитали је насеље у Италији у округу Бергамо, региону Ломбардија.
Према процени из 2011. у насељу је живело 130 становника. Насеље се налази на надморској висини од 635 м.